# Harr

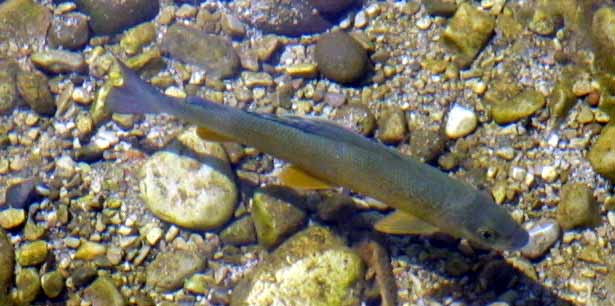
Harr över sand- och stenbotten.

Harr (Thymallus thymallus) är en art i familjen laxfiskar. Dess vetenskapliga namn Thymallus thymallus härrör från ett av dess speciella kännetecken – en svag doft av timjan (från klassisk grekiska thýmos (θύμος) med samma betydelse). Doften försvinner dock snabbt sedan fisken dött.

## Alternativt namn
- Haspa, bygdemål i Halland.[3]
- Vala
- Röttling

## Utseende
Harren har en mycket stor ryggfena. Den största i Sverige spöfångade harren vägde 3,35 kg, fångad 1966 i Råstojaure. Sveriges Sportfiske- och Fiskevårdsförbund ("Sportfiskarna") anger emellertid i sina register att maximal fångstvikt är 2,85 kg, beroende på att dess registrering startade flera år senare. En harr på ett kilo betraktas dock som en trofé.

## Biotop och habitat
Harren lever i både sjöar och strömmande vatten.  Den leker under våren i bäckar, åar och älvar. Lever harren i en sjö som till exempel Vättern leker den i sjöns tillflöden. Leken är ett praktspel mellan hanarna som försöker locka till sig honan.
Harren är en ganska stationär art, vilket innebär att den inte förflyttar sig några längre sträckor.

## Utbredning
Harren, som är Härjedalens landskapsfisk, förekommer i hela Norrland och finns i Sverige så långt söderut som i Lagan. Utbredningen sträcker sig från Storbritannien, norra Skandinavien, de övre delarna av Volga, i Donau och i de mellersta delarna av före detta Sovjetunionen fram till Uralbergen och Kaspiska havet, samt I söder ned till centrala och sydöstra Frankrike och norra Italien och Balkanhalvön.

## Användning
Harren är en god matfisk som bör tillagas direkt vid fångst då köttet annars snabbt blir förstört. Den är en populär sportfisk, inte minst hos flugfiskare. En orsak till detta är att harren är en utpräglad insektsätare. Harren nappar också villigt på mask och spinnare. 